# 寶可夢系列電子遊戲列表
| 1996 | 紅·綠·藍                        |
| 1997 |                                 |
| 1998 | 皮卡丘                          |
| 1999 | 金·銀                           |
| 2000 | 水晶                            |
| 2001 |                                 |
| 2002 | 紅寶石·藍寶石                   |
| 2003 |                                 |
| 2004 | 火紅·葉綠                       |
| 2004 | 綠寶石                          |
| 2005 |                                 |
| 2006 | 鑽石·珍珠                       |
| 2007 |                                 |
| 2008 | 白金                            |
| 2009 | 心金·魂銀                       |
| 2010 | 黑·白                           |
| 2011 |                                 |
| 2012 | 黑2·白2                         |
| 2013 | X·Y                             |
| 2014 | 歐米加紅寶石·阿爾法藍寶石       |
| 2015 |                                 |
| 2016 | 太陽·月亮                       |
| 2017 | 究極之日·究極之月               |
| 2018 | Let's Go！皮卡丘·Let's Go！伊布 |
| 2019 | 劍·盾                           |
| 2020 |                                 |
| 2021 | 晶燦鑽石·明亮珍珠               |
| 2022 | 傳說 阿爾宙斯                   |
| 2022 | 朱·紫                           |
| 2023 |                                 |
| 2024 |                                 |
| 2025 | 傳說 Z-A                        |

寶可夢是一个由Game Freak制作，任天堂发行的动作角色扮演类（包括益智类和电子宠物）系列游戏。本系列衍生作品由Creatures制作。大多数精靈寶可夢游戏在任天堂的掌机、家用游戏机和PC上开发。时间从Game Boy至现今世代。

## 遊戲列表

### 主系列
| 世代 | 副標題           | 副標題         | 平台                             | 遊戲舞台                              | 寶可夢 | 寶可夢 | 備註 |
| 世代 | 副標題           | 副標題         | 平台                             | 遊戲舞台                              | 新增   | 總數   | 備註 |
| ---- | ---------------- | -------------- | -------------------------------- | ------------------------------------- | ------ | ------ | --- |
| 一   | 紅               | 綠             | Game Boy                         | 關都地區                              | 151    | 151    | 歐美地區僅以日文藍版為基礎發行紅、藍兩版，未發行綠版。                                                             |
| 一   | 藍               |                | Game Boy                         | 關都地區                              | 151    | 151    | 歐美地區僅以日文藍版為基礎發行紅、藍兩版，未發行綠版。                                                             |
| 一   | 皮卡丘           | 皮卡丘         | Game Boy                         | 關都地區                              | 未新增 | 151    | 歐美地區稱為黃版。為前三作根據動畫進行細部修改的版本。                                                             |
| 二   | 金               | 銀             | Game Boy Color                   | 城都地區關都地區                      | 100    | 251    | |
| 二   | 水晶             | 水晶           | Game Boy Color                   | 城都地區關都地區                      | 未新增 | 251    | |
| 三   | 紅寶石           | 藍寶石         | Game Boy Advance                 | 豐緣地區                              | 135    | 386    | 為寶可夢公司成立後首個負責發行的版本。史上最暢銷的GBA遊戲。                                                        |
| 三   | 火紅             | 葉綠           | Game Boy Advance                 | 關都地區                              | 未新增 | 386    | 基於紅、綠兩版的重製版。                                                                                           |
| 三   | 綠寶石           | 綠寶石         | Game Boy Advance                 | 豐緣地區                              | 未新增 | 386    | |
| 四   | 鑽石             | 珍珠           | Nintendo DS                      | 神奧地區                              | 107    | 493    | |
| 四   | 白金             | 白金           | Nintendo DS                      | 神奧地區                              | 未新增 | 493    | |
| 四   | 心金             | 魂銀           | Nintendo DS                      | 城都地區關都地區                      | 未新增 | 493    | 基於金、銀兩版的重製版。                                                                                           |
| 五   | 黑               | 白             | Nintendo DS                      | 合眾地區                              | 156    | 649    | |
| 五   | 黑2              | 白2            | Nintendo DS                      | 合眾地區                              | 未新增 | 649    | 不同於過往小幅度修改劇情的加強版本，為黑、白兩版的續作。                                                           |
| 六   | X                | Y              | Nintendo 3DS                     | 卡洛斯地區                            | 72     | 721    | |
| 六   | 歐米加紅寶石     | 阿爾法藍寶石   | Nintendo 3DS                     | 豐緣地區                              | 未新增 | 721    | 基於紅寶石、藍寶石兩版的重製版。                                                                                   |
| 七   | 太陽             | 月亮           | Nintendo 3DS                     | 阿羅拉地區                            | 81     | 802    | 官方首次進行繁、簡體中文化的版本，並且統一使用《精靈寶可夢》作為系列標題。自本作起，主系列遊戲中不再含有全國圖鑑。 |
| 七   | 究極之日         | 究極之月       | Nintendo 3DS                     | 阿羅拉地區                            | 5      | 807    | 官方首次在進入新世代前新增寶可夢。                                                                                 |
| 七   | Let's Go！皮卡丘 | Let's Go！伊布 | Nintendo Switch                  | 關都地區                              | 2      | 809    | 基於皮卡丘版並添加《Pokémon GO》元素的重製版。自本作起，主系列遊戲不再收錄全數寶可夢。                             |
| 八   | 劍               | 盾             | Nintendo Switch                  | 伽勒爾地區                            | 89     | 898    | 官方改以《寶可夢》作為系列中文標題。系列首次以擴充票（DLC）形式增加遊戲內容，取代過往加強版本。                    |
| 八   | 晶燦鑽石         | 明亮珍珠       | Nintendo Switch                  | 神奧地區                              | 未新增 | 898    | 基於鑽石、珍珠兩版的重製版。                                                                                       |
| 八   | 傳說 阿爾宙斯    | 傳說 阿爾宙斯  | Nintendo Switch                  | 洗翠地區 （古代神奧地區）             | 7      | 905    | 鑽石、珍珠兩版的前傳版本。                                                                                         |
| 九   | 朱               | 紫             | Nintendo Switch                  | 帕底亞地區北上鄉藍莓學園 （合眾地區） | 120    | 1025   | 首次以開放世界開發的主系列作品。                                                                                   |
| 九   | 傳說 Z-A         | 傳說 Z-A       | Nintendo SwitchNintendo Switch 2 | 密阿雷市 （卡洛斯地區）               | 未公開 | 未公開 | X、Y兩版的續作版本。                                                                                               |

### 旁支系列
不可思議的迷宮系列
保育家系列
其他

## 第一世代（1996-1998）

### 四色版系列
有红版、绿版、藍版、皮卡丘版。通称为赤绿青黄（RGBY），屬Game Boy遊戲。
故事主角今年十一歲，居住在關都地區（以日本關東地區為藍本）的真新鎮，在研究所卻踫見博士的孫子、主角的玩伴兼宿敵，也要去冒險，並且有意要與主角競爭。於是，精靈寶可夢世界的冒險從此開始。

#### 紅·綠版
- 特點
  - 日文名稱：
  - 日本電子遊戲史無前例之“收集、培養寶可夢”的育成系統與“旅行冒險”的RPG系統的結合。其“兩個不同版本”的銷售策略，“通信交換及對戰”機能，促進了遊戲玩家的互動，也使遊戲具備了一定程度的競技性。
  - 遊戲中編號第151的寶可夢“ミュウ”（夢幻）不能透過正常遊戲方法獲得，只能藉由任天堂舉辦的大型活動的配送來得到。這一模式一直沿用至後續的精靈寶可夢系列遊戲至今（後有時拉比和基拉祈等等）。
- 海外情況   
歐美銷售版本為 Pokémon Red和Pokémon Blue（綠版無相對應版本），在寶可夢出現率、部分對話等細節上有稍微改變。
- BUG
  - 遊戲的進行中可能會遇上MissingNo.失去的號碼。

#### 藍版
- 日文名稱：
- 資料
1996年10月15日於日本部分地區限量發售，1998年10月10日面向日本全國。
銷量約201萬本。
寶可夢出現率較《紅》、《綠》有少許改動，主要為《紅》、《綠》版的修正錯誤版。

#### 皮卡丘版/黃版
- 日文名稱：
- 銷售情報
1998年9月12日於日本全國發售。
銷量約316萬本。
- 推出背景
由於精靈寶可夢的電視動畫大受歡迎，而且正值1998年第一部劇場版電影盛大公映並獲得巨大票房收入，因此而推出的特別版本。
- 與《紅》《綠》《藍》三個版本的不同之處：
  - 劇情上參照電視動畫作出了部分改動，如主角小智和皮卡丘一起冒險，劇情發展中可獲得編號No.001妙蛙種子、No.004小火龍、No.007傑尼龜三種寶可夢，火箭隊劇情中出現動畫的武藏、小次郎、喵喵等。
  - 遊戲系統上增加了“與皮卡丘的親密度”，通信機能中增加與任天堂64遊戲（精靈寶可夢競技場）的傳輸互動，並能通過此讓皮卡丘學習“衝浪”技能，回到本作中玩特殊的迷你遊戲。當然寶可夢出現率也與舊作比較有少許改動。
  - 皮卡丘會做表情

## 第二世代（1999-2001）

### 金銀系列
有金、銀、水晶版，通称GSC（Gold, Silver & Crystal），屬Game Boy Color遊戲。

#### 金·銀版
- 日文名稱：
- 銷售情報：
1999年11月12日于日本发售
累计销量:金版约353万本，銀版约364万本。
- 黑白/彩色機都可以玩
- 遊戲簡介
遊戲改從城都地區（以關西地區為藍本）的「若葉鎮」出發，開始主角一樣要從初學者用的三隻寶可夢選一隻做寶可夢訓練家旅行，並一路冒險、收集八個道館徽章，途中還有一些由「火箭隊殘黨」引發的事件等玩家解決。金版的主傳說寶可夢為「鳳王」，銀版為「洛奇亞」（兩封面寶可夢在彼此的版本仍會出現），此外還有如同紅、綠、藍、皮卡丘版，需透過日本活動才能得到的傳說寶可夢「時拉比」。

- 特點
  - 寶可夢的數目增至251（包含夢幻和時拉比），和前作一樣，主角必須贏得八個道館的徽章，取得挑戰四天王和最後冠軍的資格。
  - 兩版差異與前作相同：如寶可夢出現率不同、或特定寶可夢在特定版本內不會出現等。
  - 此外增加了時間功能，分成早上、午間與晚上三種，捕獲率也會受此影響。也有星期制度，到了特定的日子就會有某些特定事件等的玩家觸發。（例如在特定的星期幾、於特定地點出現的星期兄弟姐妹、特定星期出現的寶可夢等）
  - 可透過寶可夢裝置的功能，來收聽廣播，或當電話使用。電話可紀錄旅途中遇到的訓練家電話（有限制），當有稀有的寶可夢在某地大量出現、訓練家撿到好道具、或是想跟你再次對戰時，他們還會通知你。
  - 另外，城都地方通關後，玩家便可自由來往城都與關都地區。而關都地區也有8個道館可以挑戰（和舊作模式同，但稍微有點變化），最後還可在白銀山洞窟跟紅、綠、藍、皮卡丘版的主角挑戰。

- 海外情況

#### 
- 日文名稱：ポケットモンスター クリスタルバージョン
- Game Boy Color專用，黑白機會顯示請使用Game Boy Color
  - 增加捕捉寶可夢編號No.245水君的劇情。捕捉No.249洛奇亞、No.250鳳王的方法也有所變動。當然，寶可夢出現率也有少許更動。
  - 增加了在遺蹟中解開某些疑題後，可進入到隱藏的密室中拿取寶物。
  - 增加了拿取第八道館徽章的條件，若能回答正確全部問題，並可獲得學會「神速」的迷你龍。
  - 增加了與某些訓練家對戰登陸電話後，可獲得稀少的物品「進化之石」。
  - 增加了可在電玩店前面，在每週三與每週六可以學習到「強力絕招」的絕招老頭NPC。
  - 所有系列中首次可以自由選擇男、女主角。
  - 增加了「電台問答節目」，玩家可以參加問答獲取積分，換領獎品。
  - 增加了網上通訊機能（需藉由GAME BOY零售附件「Mobile Adapter」實現聯網），通過新設之「PCC」（Pokémon Communication Center）網上通信交換、參加抽獎活動（可能被抽中獲得一個寶可夢蛋，或是獲得可觸發No.251雪拉比任務的GS球），或是通過「對戰塔」與網上其他玩家競技。（該網上服務已於2003年停止）。
  - 增加了精靈的動作
- 海外情況
海外版並無聯網機能，因此「PCC」、GS Ball等也被取消，「對戰塔」也被更改成與電腦對手的對戰。

## 第三世代（2002-2006）

### 寶石系列
有红宝石、蓝宝石、绿宝石版，通称宝石版（RSE: Ruby, Sapphire & Emerald），屬於Game Boy Advance遊戲。

#### 紅寶石·藍寶石版
- 日文名稱：
- 銷售情報
2002.11.21于日本发售，累计销量共计约519万本。
- 遊戲簡介
  - 在一个崭新的大陆芳緣地區（以日本九州為藍本）上，出现了新的神奇宝贝。全新的故事，全新的冒险。
- 特點
- 與前作的差異處
  - 努力值與個體值的計算方法與前作不同
  - 新增性格、特性
- 海外情況

#### 綠寶石版
- 日文名稱：
- 銷售情報
2004.9.16於日本發售
- 特點
  - 寶可夢出現率較紅寶石·藍寶石版有少許改動
  - 主角服飾改為綠色
  - 繼水晶版之後，寶可夢登場時有動作，並且成為往後版本的固定元素
  - 增加對戰開拓區（Battle Frontier），由7大對戰設施組成
  - 內容略有變動，例如冠軍由大吾換為原第八道館館主米可利，第八道館館主改為米可利的師傅亞當，亞當也是動畫版中的第八道館館主，而原冠軍大吾則至流星瀑布中等待玩家挑戰
- BUG
  - 於第8道館門口進入後，通過樓梯進入地下時，直接按上，將可以走進牆壁
  - 於水艦隊第1個基地（百貨公司右邊），的最深處使用衝浪，將可以看到一個可以使用潛水的黑色區域，於黑色區域之上存檔後再將遊戲重開一次並用潛水潛入，將可以直接回到第5道館小鎮
  - 野生原野區的後半的最右下角右邊的樹林裡，使用隱藏道具探測器，可以找到無法取得的隱藏道具

### 火紅·葉綠版
- 日文名稱：
- 通称FRLG（Fire Red & Leaf Green），為第一世代紅·綠版的重製版，屬於Game Boy Advance遊戲。
- 銷售情報
2004.1.29于日本发售，累计销量共计约272万本。
- 特點
  - 添加了七島的劇情
  - 金銀音樂

### 競速賽
- 日文名稱：
- 屬於NDS遊戲。
- 2004年12月2日發售

### 益智方塊
- 日文名稱：
- 屬於NDS遊戲。
- 2004年12月2日發售

### 不可思議的迷宮系列

#### 不可思議的迷宮 紅色救助隊
- 日文名稱：
- 屬於Game Boy Advance遊戲。
- 2005年11月17日發售
- 主角變成寶可夢
- 可與藍色救助隊進行連動

#### 不可思議的迷宮 藍色救助隊
- 日文名稱：
- 屬於NDS遊戲。
- 2005年11月17日發售
- 主角變成寶可夢
- 可與紅色救助隊進行連動

### 保育家系列

#### 寶可夢保育家
- 日文名稱：
- 屬於NDS遊戲。
- 特點
  - 利用畫圈來暫時捕護野生的寶可夢，並借助牠們的力量來完成任務
  - 需連續畫圈，中途停下需重畫
  - 用水晶球來存檔
  - 守護寶可夢：噴火龍、暴蠑螈、沙漠蜻蜓、刺龍王
  - 有特別任務，要去日本才能得到（日版）或打密碼（美版）已知有三個。
- 2006年3月23日發售

## 第四世代（2006-2010）

### 鑽石·珍珠·白金版

#### 鑽石·珍珠版
簡稱DPPt（Diamond, Pearl & Platinum）
- 日文名稱：
- 日本2006年9月28日發售 北美2007年4月22日
- 屬NDS遊戲。
- 特點
  - 遊戲地點轉換到了新的地方：神奧地方（以日本北海道為藍本）
  - 增加更多寶可夢
  - 在嶄新的平台上，展開了全新的冒險
  - 新增地下世界
  - 重新制定招式物理或特殊
  - 更多裡關
  - 延續早午晚和時間功能，新增寶可夢手錶
  - 多種舊版寶可夢被設置有新進化（例如：電擊獸、鴨嘴火龍、蔓藤怪等均能再進化）
  - 多種新進化方法（如：特定地點、隊伍中有特定精靈）
- 銷售情報:美國4月22日發售，還未滿一個月，鑽石&珍珠版兩週發售成績：175萬多套
- BUG

用特殊方法會造出第18屬性的阿爾宙斯（屬性為???），這項BUG在第五世代完全被去除

#### 白金版
- 日文名稱：
- 日本2008年9月13日發售 北美2009年3月22日發售
- 屬NDS遊戲。
- 特點
  - 封面寶可夢改為騎拉帝納
  - 主角服飾變成冬天裝、戰鬥畫面、動作改變
  - 增加我方寶可夢出場動作
  - 神奧地方圖鑑的寶可夢數目由「鑽石·珍珠版」的151隻增加至210隻
  - 寶可夢能透過不同顏色的碎片數目，來獲得不同的招式
  - 到某市取得葛拉西蒂亞花（グラシデアのはな），潔咪就可轉換成天空形態（スカイフォルム），增加飛行屬性
  - 騎拉帝納出現起源形態
  - 可以捕捉雷吉艾斯、雷吉洛克、雷吉斯奇魯（需擁有透過劇場版「騎拉帝納與冰空的花束 潔咪」預售券派發的雷吉奇卡斯）
  - 新地方「崩潰的世界/毀壞的世界/反轉世界」（やぶれたせかい）
  - 有新的人物、地方、設施、機能
  - 增加對戰開拓區，有5個對戰設施
  - 洛托姆有五種新形態，需要Wifi配布的道具轉換形態
  - 預訂特典是騎拉帝納的公仔

### 心金·魂銀版
- 日文名稱：
- 日本2009年9月12日發售 北美2010年3月14日發售
- 屬NDS遊戲。
- 特點
  - 1999年底推出的《精靈寶可夢 金·銀版》的重製版。
  - 所有寶可夢能跟在身後。
  - 進入殿堂後，心金版會出現蓋歐卡，魂銀版為固拉多。把固拉多和蓋歐卡都捕獲的話，就會出現烈空坐。
  - 可獲得劇場版中出現的刺刺耳皮丘（需擁有劇場版預售券派發的色違皮丘）。
  - 可獲得Lv1的帝牙盧卡、帕路奇亞、騎拉帝納（需擁有劇場版下載的阿爾宙斯）。
  - 城都圖鑑增加至256隻。

### 不可思議的迷宮系列

#### 精靈寶可夢不可思議的迷宮 時之探險隊/闇之探險隊
- 日文名稱：
- 2007年9月13日發售
- 屬NDS遊戲。

#### 精靈寶可夢不可思議的迷宮 空之探險隊
- 日文名稱：
- 2009年4月18日發售﹔北美2009年10月1日發售
- 屬NDS遊戲。

#### 精靈寶可夢 不可思議的迷宮 前進！炎之冒險團/出發！嵐之冒險團/目標！光之冒險團
- 日文名稱：
- WiiWare，2009年8月4日發售
- 屬Wii遊戲。

### 保育家系列

#### 寶可夢保育家 風湧篇
- 日文名稱：
- 屬NDS遊戲。
- 特點
  - 用HP來計算需畫多少，能量越多，捕獲時其精靈失去HP越多
  - 增加功能：如潛水、求雨等
  - 不需連續畫圈，但停過久HP會復原
  - 用漂浮電腦來存檔
  - 守護精靈：路卡利歐、席多藍恩、克雷色利亞
  - 有特別任務，要用Wi-Fi下載，有六個任務，四個已停止下載。
- 日本2008年3月20日發售﹔北美2008年11月10日發售﹔歐洲2008年11月21日發售。

#### 寶可夢保育家 光之軌跡
- 日文名稱：
- 日本2010年3月6日發售 北美2010年10月4日發售
- 屬NDS遊戲。
  - 有特別任務，要用Wi-Fi下載，有六個任務

### 精靈寶可夢 對戰革命
- 日文名稱：
- 英文名稱：Pokémon Battle Revolution
- 2006年12月14日發售
- 屬Wii遊戲。

### 大家的寶可夢牧場
- 日文名稱：
- 2008年3月25日發售
- 支持與精靈寶可夢鑽石、珍珠版聯動
- 屬Wii遊戲。

### 大家的寶可夢牧場 白金對應版
- 日文名稱：
- 2008年11月5日發售，擁有原先版本的玩家可以免費升級
- 支持與精靈寶可夢鑽石、珍珠、白金版聯動
- 屬Wii遊戲。
- 可以存放1,500隻精靈寶可夢
- 通过WiiConnect配信，可交換得到配佈精靈寶可夢

### 精靈寶可夢亂戰
- 日文名稱：
- 2009年6月16日發售
- 屬Wii遊戲。

### 寶可夢公園Wii 皮卡丘的大冒險
- 日文名稱：ポケパークWii ～ピカチュウの大冒険～
- 2009年12月5日發售
- 屬Wii遊戲。

## 第五世代（2010-2013）

### 黑·白版
- 日文名稱：
- 2010年9月18日發售
- 屬NDS遊戲。
- 遊戲舞台以美國紐約市為藍本

### 黑2·白2版
- 日文名稱：
- 2012年6月23日發售
- 屬NDS遊戲。
- 特點
  - 2010年9月18日推出的《精靈寶可夢 黑·白版》的續篇。
  - 封面寶可夢改為黑酋雷姆（ブラックキュレム）與白酋雷姆（ホワイトキュレム），
  - 可與N3DS軟件《ポケモンARサーチャー》進行連動，將該遊戲取得的寶可夢和道具傳回插入同一N3DS的黑2·白2版中。

### 大亂鬥系列

#### 超级口袋妖怪乱斗
- 日文名稱：
- 2011年3月17日發售
- 屬N3DS遊戲。

#### 口袋妖怪乱斗U
- 日文名稱：
- 2013年4月24日發售
- 屬Wii U遊戲。

### 不可思議的迷宮系列

#### 精靈寶可夢不可思議迷宮 偉大之門與無限大迷宮
- 日文名稱：
- 2012年11月23日發售
- 屬N3DS遊戲。

### 宝可梦公園2Wii 超越世界
- 日文名稱：ポケパーク2Wii ～ポケパーク2 BWビヨンド・ザ・ワールド～
- 2011年12月9日發售
- 屬Wii遊戲。

### 精靈寶可夢+信長之野望
- 日文名稱：
- 2012年3月17日發售
- 屬NDS遊戲。
- 玩家於其地區進行合戰，統一整個地區為目標，地區樣貌為阿爾宙斯的島嶼，但主要武將會以《戰國無雙3》的造型出現，儘管名稱含“信長之野望”字樣

## 第六世代（2013-2016）

### X · Y版
簡稱XY
- 日文名稱：
- 英文名稱：Pokemon X・Y
- 2013年10月12日發售
- 屬3DS遊戲。
- 特點
  - 系列正统续作首次采用3D建模的游戏世界
  - 增加更多寶可夢
  - 在嶄新的平台—卡洛斯地區上，展開了全新的冒險（冒險舞台以法國為原形）
  - 新增第十八屬性－妖精（フェアリー），會對於格鬥、龍、惡屬性造成兩倍傷害；對火、毒、鋼屬性傷害減半；而毒、鋼屬性會對其造成兩倍傷害；格鬥、蟲、惡屬性對傷害其減半；龍屬性則對其無效。
  - 首次加入「群體戰（群れバトル）」、「空中對戰（スカイバトル）」、與「反轉對戰（さかさバトル）」系統。
  - 新增超级進化系統
  - 七種語言介面（日、英、義、西、法、德、韓）

### 精靈寶可夢 歐米加紅寶石·阿爾法藍寶石
- 日文名稱：
- 英文名稱：
- 2014年11月於日本、北美、欧洲、澳洲、港台地區以及韓國進行同步發售。
- 屬3DS遊戲。
- 七種語言介面（日、英、義、西、法、德、韓）

### 大亂鬥系列

#### 大家的寶可夢亂戰
- 日文名稱：みんなのポケモンスクランブル
- N3DS下載軟體免費下載，2015年4月8日於日本發售。ROM卡閘版，2015年11月19日於日本發售。
- 屬3DS遊戲。

### 不可思議的迷宮系列

#### 精靈寶可夢超不可思議的迷宮
- 日文名稱：ポケモン超不思議のダンジョン
- 2015年9月17日於日本發售。
- 屬3DS遊戲。

## 第七世代（2016-2019）

### 太阳·月亮
- 中文名称：精灵宝可梦 太阳·月亮
- 日文名称：ポケットモンスター サン・ムーン
- 英文名称：Pokemon Sun・Moon
- 2016年冬季发售
- 属3DS游戏。
- 系列誕生20年來首款支援中文的遊戲
- 保留超級進化系統，並加入Z招式
- 九種語言介面（日、英、義、德、西、法、韓、繁體中文、簡體中文）

### 究极之日·究极之月
- 中文名称：精灵宝可梦 究极之日·究极之月
- 日文名称：ポケットモンスター ウルトラサン・ウルトラムーン
- 英文名称：Pokemon Ultra Sun・Ultra Moon
- 2017年11月17日全球同步发售
- 属3DS游戏。
- 九種語言介面（日、英、義、德、西、法、韓、繁體中文、簡體中文）

### Let's Go! 皮卡丘·Let's Go! 伊布
- 中文名称：去吧! 皮卡丘 去吧! 伊布
- 日文名称：
- 英文名称：Let's Go! Pikachu Let's Go! Eevee
- 2018年11月16日全球同步发售
- 属switch游戏
- 与Pokémon GO联动
- 基于精灵宝可梦 皮卡丘的重制版。
- 九種語言介面（日、英、義、德、西、法、韓、繁體中文、簡體中文）

## 第八世代（2019-2022）

### 剑·盾
- 中文名称：宝可梦 剑·盾
- 日文名称：ポケットモンスター ソード・シールド
- 英文名称：Pokemon Sword・Shield
- 2019年11月15日全球同步发售
- 属switch游戏。
- 新增极巨化系统
- 九種語言介面（日、英、義、德、西、法、韓、繁體中文、簡體中文）

## 備註
1. ↑  2016年於Nintendo 3DS中的Virtual Console重新發售。
2. ↑  金、銀兩版與水晶版分別於2017年及2018年於Nintendo 3DS中的Virtual Console重新發售。
3. ↑  發售初期為81種，⟨鎧之孤島⟩新增3種、⟨冠之雪原⟩新增5種。
4. ↑  發售初期為103種，Ver.1.2.0新增2種、⟨碧之假面⟩新增7種、⟨藍之圓盤⟩新增8種。